# Иммиграция в Швецию

Иммигранты и эмигранты, Швеция 1850—2007 года.

Источник: Статистическое управление Швеции. Иммиграция и эмиграция за 2000-2023 года.

Иммиграция в Швецию — это процесс, при котором люди мигрируют в Швецию для проживания в стране. Многие, но не все становятся шведскими гражданами. Люди мигрировали в шведский регион в течение сотен лет.
На протяжении всей истории Швеции демографическая картина характеризовалась иммиграционными и эмиграционными процессами. Так, если в XIX веке происходила массовая эмиграция шведов в США, Канаду, Австралию, то после Второй мировой войны Швеция начинает активно принимать сначала трудовых мигрантов из других стран Скандинавии, из Италии, Греции, Югославии, Турции, а затем и беженцев из стран Ближнего Востока, Африки, Балкан и бывшего СССР.
В последние время в Швецию ежегодно мигрируют около 150 тысяч человек в год. Они прибывают преимущественно из Сирии, Эритреи, Польши, Ирака, Индии, Сомали, Афганистана, Финляндии, Германии, Великобритании.
Из 119,6 тысяч видов на жительство, выданных Государственным миграционным бюро Швеции в 2019 году, 26,56 % имели основанием воссоединение семьи, 36,17 % - работу в стране, 16,06 % - предоставление убежища, 13,11 % - учебу, 8,11 % были выданы гражданам ЕС/EЭС.
Иммиграция имеет существенное влияние на демографию Швеции, обеспечивая стабильный прирост населения, а также делает шведское общество, в культурном плане ещё в XX веке достаточно однородное, более интернациональным и мультикультурным. Так, по состоянию на 31 декабря 2018 года из 10,2 млн человек, проживающих в Швеции, 930 тысяч (9,1%) были гражданами других стран. 1,1 млн шведских граждан родились за рубежом. У 2,5 млн человек (24,9% от общей численности населения страны) – иностранные корни (т.е. они или оба их родителя родились за границей). По состоянию на 2020 год каждый четвертый житель страны (25,9% населения) является иммигрантом, а по состоянию на 2017 год у каждого третьего жителя страны (32,3% населения) хотя бы один из родителей родился заграницей.

## История

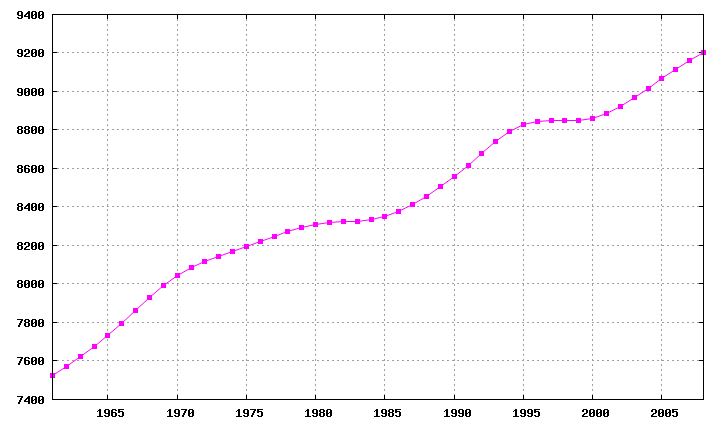
Население Швеции с 1961 по 2003 гг. Население увеличилось с 7,5 до 8,3 млн в 60-е и 70-е гг. XX в. После периода стагнации в начале 80-х население продолжило рост с 8,3 до 8,8 млн с 1987 по 1997 до следующей фазы стагнации (после которой наступила очередная фаза роста с 8,8 до 9,3 млн с 2004 по 2010 гг.).

### Средневековье и Новое время
На протяжении всей истории Швеция была свидетелем как масштабной эмиграции, так и иммиграции.
Вероятно, что нынешняя территория страны была заселена ещё до последнего ледникового периода. Современные шведы по крайней мере частично являются потомками охотников и собирателей, прибывших туда 12-13 тысяч лет назад.
Позже викинги переселялись со Скандинавского полуострова на Британские острова, север Франции, а также осваивали восточное направление – Новгород, Киев.
Еще в Средневековье в Швецию начали приезжать немцы из Ганзейского союза. В XVI веке – финны, цыгане, в XVII веке с развитием металлургии – валлоны из Бельгии. Одними из основных групп иммигрантов, начавших прибывать в XVIII веке, были евреи, а также французские интеллектуалы, философы и деятели искусств.
Огромное влияние на историю Швеции оказали массовая эмиграция в США, Канаду, Южную Америку и Австралию в 1850-1930-х годах. Тогда в поисках лучшей жизни, а также остерегаясь религиозных преследований, более 1,5 миллиона шведов покинули страну, что составляет 20% всех мужчин и 15% всех женщин, рождённых в конце XIX века.

### Иммиграция в Швецию после Второй мировой войны
После Второй мировой войны Швеция из страны эмигрантов превращается в принимающую мигрантов страну.
Хотя Швеция не участвовала во Второй мировой войне, она активно принимала беженцев из Скандинавии, а также из стран Балтии. И хотя по окончании войны многие из них вернулись на родину, многие остались – особенно беженцы из балтийских стран.
Развивающаяся после войны экономика, которая нуждалась в трудовых ресурсах, послужила толчком к началу трудовой иммиграции в Швецию. Жители Скандинавии, Италии, Греции, Югославии, Турции и других стран едут туда по собственной инициативе, а также по запросу официальных органов.
1 июля 1969 года учреждено Государственное миграционное управление Швеции, занимающиеся вопросами интеграции и иммиграции.
Трудовая иммиграция становится более контролируемой. Для того, чтобы приехать в Швецию на работу, соискатель должен был предъявить предложение работы, а также доказать, что ему есть где жить. Это значительно уменьшило трудовую миграцию из нескандинавских стран. В то же время был снижен срок проживания в стране для получения шведского гражданства – с семи до пяти лет.
Период 1980-2000-х годов, с одной стороны, характеризуется наплывом беженцев из стран Ближнего Востока, а также из бывшей Югославии. Так, шведы приняли чуть более 100 тысяч беженцев с Балкан. С другой стороны, в 1995 году Швеция вступает в ЕС (а в 2001 – присоединяется к Шенгенской зоне). Это увеличивает количество граждан ЕС, приезжающих в Швецию на разные периоды.
Переломным в миграционной политике стал Европейский миграционный кризис 2015 года. Лишь за этот год убежища в Швеции попросили 162 877 человек. Из них более 50 тысяч – граждане Сирии.
В 2016 году правительство принимает ряд мер по ужесточению законодательства о предоставлении убежища. Если раньше беженцам сразу предоставлялся постоянный вид на жительство, то теперь им выдают лишь временный, сроком на три года. Также существенно ограничили возможность воссоединения семьи.

## Современность

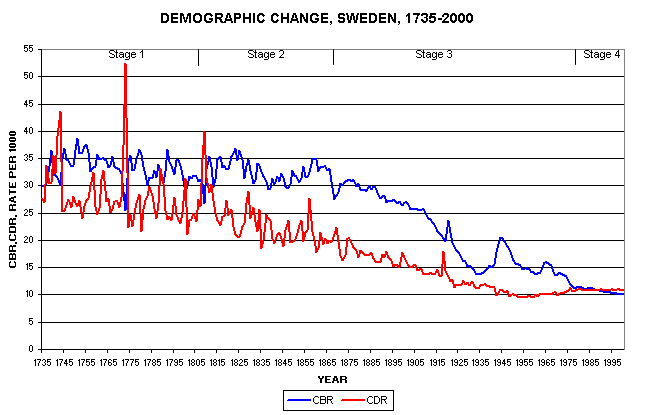
Рождаемость (голубой цвет) и смертность в Швеции на период с 1735 по 2000 гг. (оценка). График свидетельствует о значительном росте населения с 1800 по 1970 гг. и начало сокращения населения начиная с 80 гг. XX в.

Возрастно-половые пирамиды населения Швеции в 2002—2020 года. Население шведского происхождения изображено в цвете, иностранного — серым цветом.

### Действующие учреждения и правовая база
Государственное миграционное управление Швеции (Migrationsverket) занимается рассмотрением заявок лиц, желающих получить шведский вид на жительство или гражданство, а также ходатайствующих о предоставлении статуса беженца. Также они предоставляют жильё и деньги на питание для тех, кто просит об убежище, на время рассмотрения их заявки.
В своей работе Миграционное управление руководствуется регламентационными актами правительства, законами, инструкциями и международными договорами.
Основным законом, регулирующим вопросы иммиграции, является закон «Об иммиграции» (Utlänningslag (2005:716). Он устанавливает правила въезда, выезда, пребывания и работы иностранцев в Швеции, а также их права на убежище.
Также в 2016 году новым временным законом ограничивается возможность беженцев и их семей получить вид на жительство в Швеции.

### Статистика
Из 119,6 тысяч видов на жительство, выданных Государственным миграционным бюро Швеции в 2019 году, 26,56 % имели основанием воссоединение семьи, 36,17 % - работу в стране, 16,06 % - предоставление убежища, 13,11 % - учебу, 8,11 % были выданы гражданам ЕС/EЭС. Для сравнения в 2018 году вид на жительство в Швеции получили 132 696 человек. Из них основными причинами было воссоединение семьи (33,8%) и работа (30,9%), 18,9% было предоставлено убежище, 10,6% - приехали на учебу. 5,4% являются гражданами ЕС/EЭС.
По данным Центрального статистического бюро в 2018 году в Швецию иммигрировали 122 653 человека, а в 2017 году - 145 тысяч. Из 135 тысяч видов на жительство, выданных Миграционным бюро за 2017 год, 35,39% были для воссоединения семьи, 26,22% - предоставления убежища, 23,83% по работе, 9,9% для учёбы и 3,87% - для жителей ЕС/EЭС.
В ЦСБ прогнозируют, что в далёкой перспективе уровень иммиграции будет постепенно снижаться к отметке 100 тысяч человек в год. Там также отмечают, что уровень иммиграции все равно будет выше, чем уровень эмиграции.
Из 163 тысяч человек, приехавших в Швецию в 2016 году, 51,5 тысячи прибыли из Сирии (31,6%). Далее с большим отрывом шли выходцы из Эритреи, Польши, Ирака, Индии, Сомали, Афганистана, Финляндии, Германии, Великобритании. В 2018 году из 132,7 тысяч видов на жительство больше всех было выдано гражданам Сирии (17 304), Индии (12 829), Афганистана (11 468).
Если говорить о постсоветском пространстве, то в 2019 году вид на жительство в Швеции получили 1598 граждан России, 312 граждан Беларуси, 2765 граждан Украины (для сравнения в 2018 году вид на жительство получили 1690 граждан России, 360 граждан Беларуси, 2697 граждан Украины). Причем для всех стран большинство разрешений выданы в связи с работой.

### Демографическая картина
По состоянию на 31 декабря 2019 года из 10,3 млн человек, проживающих в Швеции, 940 тысяч (9,1%) были гражданами других стран. 1,1 млн шведских граждан родились за рубежом. У 2,6 млн человек (25,5% от общей численности населения страны) – иностранные корни (т.е. они или оба их родителя родились за границей).
Мальмё – один из крупных шведских городов с высокой долей проживающих там мигрантов (46,7% в 2019 году). Однако некоторые более мелкие муниципалитеты имеют даже большую долю жителей иностранного происхождения. Речь идет о Ботчюрке (60,3%), Сёдертелье (55,6%), Хапаранде (51,8%) и др. Административные единицы, где меньше всего мигрантов, - Питео (7,8%), Рэттвик (8,0%), Ёкерё (8,1%). В 2018 году в столице Швеции Стокгольме доля жителей иностранного происхождения составляло 33,3% от общего населения.

### Сравнение с другими странами
Согласно Обзору изменения численности международных мигрантов, подготовленном ООН, в 2019 году в Швеции находились 2 005 210 мигрантов, что составляет 20% от общего населения страны.
Этот показатель немного выше, чем в других странах Европы. Так, население Германии на 15,7% состоит из мигрантов, Великобритании – на 14,4%, Франции – на 12,8%. В странах Восточной Европы часть мигрантов от общего населения несколько меньше: Беларусь – 11,3%, Украина – 11,3%, Россия – 8%, Польша – 1,7%. Если говорить о североамериканском континенте, в США насчитывается 15,4% мигрантов, а в Канаде их число превышает шведские показатели – 21,3%.

## Значение для общества
Иммиграция имеет существенное влияние на демографию Швеции. После Второй мировой войны в Швеции, как и в других развитых странах, начал снижаться уровень рождаемости. Сейчас шведы – одна из самых стареющих наций в мире. Иммигранты, в свою очередь, обеспечивают стабильный прирост населения. Так, к примеру, в 2018 году в Швеции родились 115,8 тысячи детей, а переехали в страну 132,6 тысяч человек.
Такой наплыв иностранцев превращает шведское общество, которое ещё в XX веке было достаточно однородно в культурном плане, в более мультинациональное и мультикультурное.
Влияние иммиграции на экономику Швеции оценивается неоднозначно. Некоторые исследователи утверждают, что предоставление убежища беженцам создаёт значительную нагрузку на бюджет, которую не перекрывают средства, поступающие туда от этой группы населения. Более того в Швеции наблюдается большой разрыв в уровне занятости между шведами и мигрантами. Это, по мнению исследователей, негативно сказывается на социальном обеспечении в стране, а также подрывает веру в государственные институты.
С другой стороны, мета-анализ научной литературы об иммиграции в Швеции свидетельствует о позитивном эффекте этого явления для экономического роста страны, особенно за счет высокообразованных мигрантов. Более того, по мнению издания Bloomberg, именно иммиграция послужила одним из ключевых факторов экономического бума в Швеции в 2015 году. Рост сферы услуг по предоставлению помощи рекордному числу беженцев во время Европейского миграционного кризиса способствовал снижению уровня безработицы внутри страны.
Шведское правительство также отрицает негативное влияние иммиграции на ситуацию в стране, ссылаясь на факты, которые свидетельствуют: экономика находится на подъёме, а уровень долгосрочной безработицы – один из самых низких в ЕС. Шведские власти также опровергают распространенный стереотип, согласно которому якобы из-за мигрантов в Швеции отмечается рост преступности.

### Общественное мнение
С 90-х гг. до 2010 года отношение шведов к беженцам и мигрантам улучшалось. Соцопросы Института SOM (Гётеборгский университет) показывали, что количество шведов, соглашавшихся с тезисом «Принимать меньше беженцев в Швецию» практически постоянно падало с 61% в 1990 году до 45% в 2009.
Согласно данным профессора политологии из Института SOM Мари Демкер, за последние годы шведы в целом стали меньшими ксенофобами.  Как свидетельствуют исследования, с утверждением «В Швеции слишком много иностранцев» соглашаются всё меньше людей. Так, в 1993 году с этим тезисом были согласны 52% шведов, а в 2009 году эта цифра упала до 36%.
Опрос 2015 года показал, что 40% респондентов поддерживали предложение продолжать приём беженцев, в то время как 37% с ним не согласились.  В свою очередь, опрос 2016 года продемонстрировал изменение отношения к беженцам: 52% поддержали идею принимать меньше беженцев, а 24% - наоборот. В 2017 году эта пропорция сохранилась - 53% против 23%.
Однако в целом отношение к иностранцам в Швеции остаётся позитивным. Так, исследование Университета Евле показало, что 64% шведов позитивно относятся к тому, что в обществе есть представители разных культур. Опрос Novus, проведенный в 2020 году, показал, что для большинства жителей Швеции не имеет значения национальность их соседей.

### Иммиграция и политика
Неоднозначное отношение к иммиграции в Швеции находит свое отображение в программах политических партий, представляющих весь плюрализм мнений. Так, например, ультраправая популистская партия «Шведские демократы» выступает за максимальное ужесточение иммиграционного законодательства, тогда как Социал-демократическая партия Швеции, Партия Центра, Партия зелёных и Левая партия с некоторыми оговорками поддерживают идею обеспечения права на убежище, а также привлечения высокообразованных профессионалов.